# Thom Wilson
Thom Wilson, ursprungligen Tom Wilson, död 8 februari 2015, var en amerikansk musikproducent och ljudtekniker. Han började sin karriär i mitten av 1970-talet med att vara ljudtekniker för artister och band såsom Burton Cummings och Seals and Crofts. I början av 1980-talet nischade Wilson sig in på punkrock och 1980 arbetade han med albumet Disconnected av Stiv Bators och följande år producerade han albumen Adolescents av Adolescents och Dance with Me av True Sounds of Liberty. Wilson var även med om att producera tre av The Offsprings album (The Offspring, Ignition och Smash) samt en av deras EP (Baghdad).

## Diskografi (i urval)
- My Own Way to Rock - Burton Cummings (1977)
- Takin' It Easy - Seals and Crofts (1978)
- Disconnected - Stiv Bators (1981)
- The Adolescents - Adolescents (1981)
- Dance with Me - True Sounds of Liberty (1981)
- Only Theatre of Pain - Christian Death (1982)
- Plastic Surgery Disasters - Dead Kennedys (1982)
- 13.13 - Lydia Lunch (1982)
- Weathered Statues - True Sounds of Liberty (1982)
- Peace Thru Vandalism (EP) - The Vandals (1982)
- Beneath the Shadows - True Sounds of Liberty (1983)
- Sound & Fury - Youth Brigade (1983)
- Mommy's Little Monster - Social Distortion (1983)
- When in Rome Do as the Vandals - The Vandals (1984)
- Slippery When Ill - The Vandals (1989)
- The Offspring - The Offspring (1989)
- Baghdad (EP) - The Offspring (1991)
- Kings of Gangster Bop - Royal Crown Revue (1991)
- Ignition - The Offspring (1992)
- Smash - The Offspring (1994)
- Big Choice - Face to Face (1994)
- Naughty Little Doggie - Iggy Pop (1996)
- Maniacal Laughter - The Bouncing Souls (1996)
- The Bouncing Souls - The Bouncing Souls (1997)
- Out on a Wire - Eve Selis (1998)
- Hopeless Romantic - The Bouncing Souls (1999)
- The Aquabats! vs. the Floating Eye of Death! - The Aquabats (1999)
- A Place Called Home - Ignite (2000)
- Devil in Paradise (EP) - Mock (2001)
- Disappear - True Sounds of Liberty (2001)
- Ready Sexed Go! - The Joykiller (2003)